# Malpensa Express
Malpensa Express — залізнична лінія та служба, що сполучає місто Мілан з аеропортом Мальпенса в регіоні Ломбардія, Північна Італія.
Malpensa Express є під орудою Trenord та курсує між станціями аеропортом Мальпенса, Мілан-Кадорна та Мілан-Центральний.

## Історія
Введено в експлуатацію 30 травня 1999 року, Malpensa Express спочатку курсував лише між станціями аеропорт Мальпенса та Мілан-Кадорна.
Спочатку Malpensa Express були під орудою Ferrovie Nord Milano, а пізніше — дочірньої компанії LeNORD Trenitalia.

У грудні 2016 року було відкрита лінія від Терміналу 1 до Терміналу 3,4 завдовжки 3,4 км.

## Рухомий склад
На 1999 рік Malpensa Express обслуговували потяги Treno ad alta frequentazione.

з лівреєю з поєднання кольорів бордового, темно-зеленого та кремового.
З лютого 2010 року поступово запроваджується новий клас поїздів — Convoglio Servizio Aeroportuale,
що розроблені спеціально для послуг Malpensa Express.